# Mistrovství světa ve veslování 2013

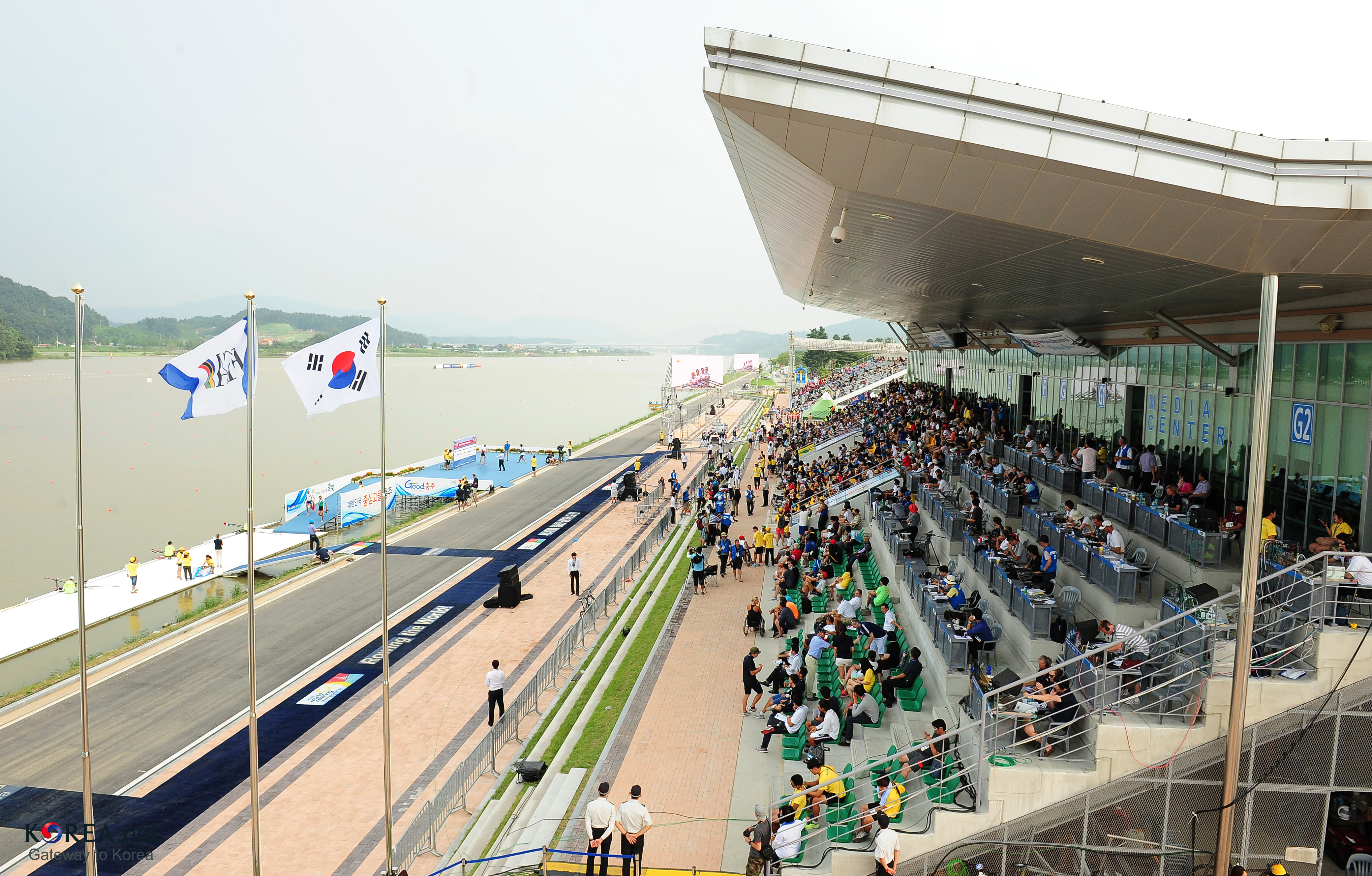
Veslařský kanál během MS

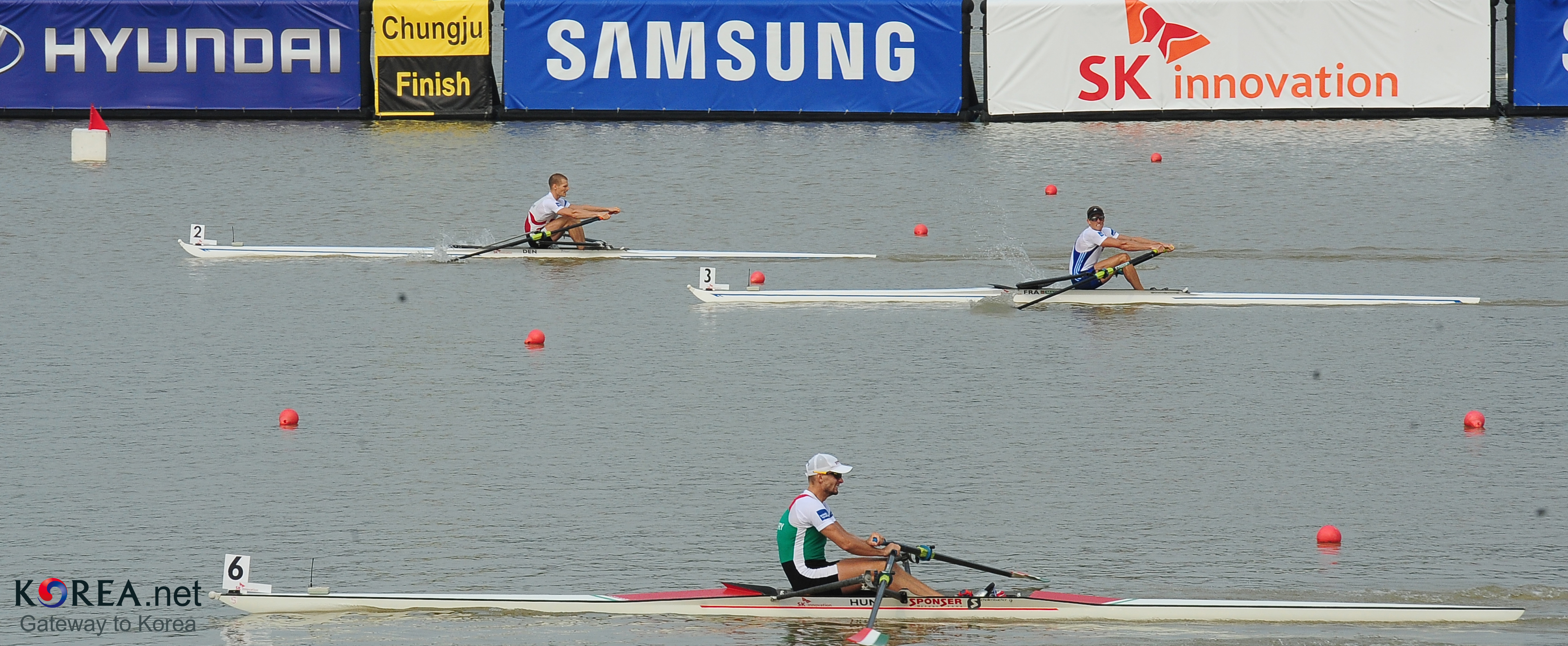
Dojezd finálového závodu skifařů lehkých vah – v pozadí vlevo vítězný Henrik Stephansen, vedle něj stříbrný Jérémie Azou a v popředí bronzový Peter Galambos

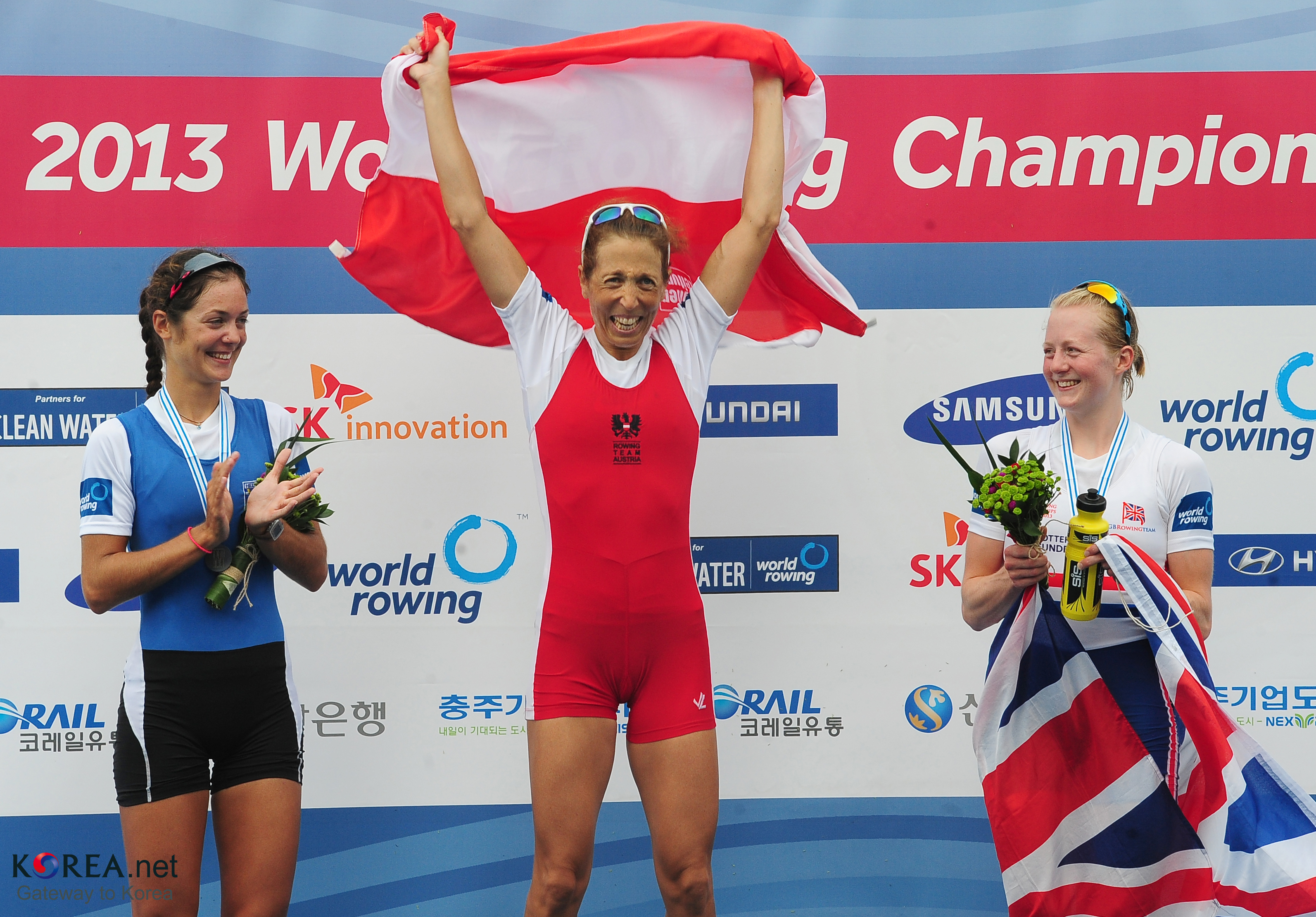
Medailistky ze skifu lehkých vah – uprostřed vítězná Michaela Taupeová-Traerová, vlevo stříbrná Aikaterini Nikolaidouová, vpravo bronzová Ruth Walczaková

Mistrovství světa ve veslování 2013 byl v pořadí 42. šampionát konaný mezi 25. srpnem a 1. zářím 2013 na umělém jezeře Tangeum v Čchungdžu v Jižní Koreji.
Každoroční veslařská regata trvající jeden týden je organizována Mezinárodní veslařskou federací (International Rowing Federation; FISA) na konci léta severní polokoule. V neolympijských letech se jedná o vyvrcholení mezinárodního veslařského kalendáře a v roce, jenž předchází olympijským hrám, představuje jejich hlavní kvalifikační událost. V olympijských letech pak program mistrovství zahrnuje pouze neolympijské disciplíny.

## Medailové pořadí
| Pořadí | Země               | Zlato | Stříbro | Bronz | Celkem |
| ------ | ------------------ | ----- | ------- | ----- | ------ |
| 1.     | Itálie             | 3     | 1       | 3     | 7      |
| 2.     | USA                | 2     | 2       | 3     | 7      |
| 3.     | Spojené království | 2     | 0       | 5     | 7      |
| 4.     | Nizozemsko         | 2     | 0       | 1     | 3      |
| 5.     | Norsko             | 2     | 0       | 0     | 2      |
| 5.     | Dánsko             | 2     | 0       | 0     | 2      |
| 7.     | Německo            | 1     | 4       | 2     | 7      |
| 8.     | Nový Zéland        | 1     | 3       | 1     | 5      |
| 9.     | Austrálie          | 1     | 2       | 1     | 4      |
| 10.    | Řecko              | 1     | 1       | 0     | 2      |
| 10.    | Litva              | 1     | 1       | 0     | 2      |
| 10.    | Švýcarsko          | 1     | 1       | 0     | 2      |
| 13.    | Česko              | 1     | 0       | 1     | 2      |
| 14.    | Rakousko           | 1     | 0       | 0     | 1      |
| 14.    | Chorvatsko         | 1     | 0       | 0     | 1      |
| 16.    | Francie            | 0     | 2       | 1     | 3      |
| 16.    | Kanada             | 0     | 2       | 1     | 3      |
| 18.    | Rumunsko           | 0     | 2       | 0     | 2      |
| 19.    | Kuba               | 0     | 1       | 0     | 1      |
| 20.    | Bělorusko          | 0     | 0       | 1     | 1      |
| 20.    | Maďarsko           | 0     | 0       | 1     | 1      |
| 20.    | Polsko             | 0     | 0       | 1     | 1      |
| Celkem | Celkem             | 22    | 22      | 22    | 66     |

## Přehled medailí

### Mužské disciplíny
| Disciplína                      | Zlato | Čas     | Stříbro | Čas     | Bronz | Čas     |
| Skif M1x                        | Česko Ondřej Synek | 6:45,24 | Kuba Ángel Fournier | 6:48,91 | Německo Marcel Hacker | 6:49,39 |
| Dvojskif M2x                    | Norsko Nils Jakob Hoff Kjetil Borch | 6:09,51 | Litva Rolandas Maščinskas Saulius Ritter | 6:10,87 | Itálie Francesco Fossi Romano Battisti | 6:12,54 |
| Párová čtyřka M4x               | Chorvatsko David Šain Martin Sinković Damir Martin Valent Sinković                                                                                         | 5:53,57 | Německo Karl Schulze Paul Heinrich Lauritz Schoof Tim Grohmann                                                                                     | 5:54,39 | Spojené království Graeme Thomas Sam Townsend Charles Cousins Peter Lambert                                                               | 5:54,78 |
| Dvojka bez kormidelníka M2−     | Nový Zéland Eric Murray Hamish Bond | 6:34,98 | Francie Germain Chardin Dorian Mortelette | 6:41,74 | Nizozemsko Rogier Blink Mitchel Steenman                                                                                                  | 6:45,67 |
| Dvojka s kormidelníkem M2+      | Itálie Luca Parlato Vincenzo Abbagnale Enrico D'Aniello (k)                                                                                                | 7:09,15 | Německo Paul Schröter Bastian Bechler Jonas Wiesen (k)                                                                                             | 7:12,34 | Francie Matthieu Moinaux Laurent Cadot Benjamin Manceau (k)                                                                               | 7:13,50 |
| Čtyřka bez kormidelníka M4−     | Nizozemsko Boaz Meylink Kaj Hendriks Mechiel Versluis Robert Lücken                                                                                        | 6:13,95 | Austrálie Will Lockwood Alexander Lloyd Spencer Turrin Joshua Dunkley-Smith                                                                        | 6:14,58 | USA Grant James Seth Weil Henrik Rummel Michael Gennaro                                                                                   | 6:15,46 |
| Osma M8+                        | Spojené království Daniel Ritchie Tom Ransley Alex Gregory Pete Reed Mohamed Sbihi Andrew Triggs Hodge George Nash William Satch Phelan Hill (k)           | 5:30,35 | Německo Hannes Ocik Maximilian Munski Eric Johannesen Maximilian Reinelt Anton Braun Felix Drahotta Richard Schmidt Kristof Wilke Martin Sauer (k) | 5:30,89 | USA Ian Silveira Ross James Nareg Guregian Ambrose Puttmann Austin Hack Stephen Kasprzyk Thomas Dethlefs Thomas Peszek Zachary Vlahos (k) | 5:33,92 |
| Skif lehkých vah LM1x           | Dánsko Henrik Stephansen | 7:11,13 | Francie Jérémie Azou | 7:12,94 | Maďarsko Peter Galambos | 7:14,38 |
| Dvojskif LV LM2x                | Norsko Kristoffer Brun Are Strandli | 6:36,04 | Švýcarsko Simon Schuerch Mario Gyr | 6:37,11 | Spojené království Richard Chambers Peter Chambers                                                                                        | 6:38,04 |
| Párová čtyřka LV LM4x           | Řecko Georgios Konsolas Spyridon Giannaros Panagiotis Magdanis Eleftherios Konsolas                                                                        | 6:03,44 | Německo Moritz Moos Julius Peschel Jonas Schützeberg Jason Osborne                                                                                 | 6:05,55 | Itálie Paolo Ghidini Matteo Mulas Andrea Cereda Francesco Rigon                                                                           | 6:07,19 |
| Dvojka bez kormidelníka LV LM2− | Švýcarsko Simon Niepmann Lucas Tramer | 6:49,85 | Itálie Elia Luini Martino Goretti | 6:51,48 | Spojené království Sam Scrimgeour Mark Aldred                                                                                             | 6:52,08 |
| Čtyřka bez kormidelníka LV LM4− | Dánsko Kasper Winther Jacob Larsen Jacob Barsøe Morten Jørgensen                                                                                           | 5:55,68 | Nový Zéland James Hunter James Lassche Peter Taylor Curtis Rapley                                                                                  | 5:57,28 | Spojené království Adam Freeman-Pask William Fletcher Jonathan Clegg Chris Bartley                                                        | 5:59,98 |
| Osma LV LM8+                    | Itálie Simone Molteni Catello Amarante Petru Zaharia Leone Barbaro Stefano Oppo Vincenzo Serpico Francesco Schisano Paolo di Girolamo Enrico D'Aniello (k) | 6:02,27 | Austrálie John Price John McDonnell Timothy Widdicombe Alister Foot Blair Tunevitsch Darryn Purcell Nicholas Silcox Simon Nola Timothy Webster (k) | 6:06,51 | USA David Morgenstern Bryan Pape Tobin McGee Brendan Mulvey Dorian Weber Joshua Getz Peter Gibson Sean Gibel Michael Hwang (k)            | 6:10,20 |

### Ženské disciplíny
| Disciplína                  | Zlato | Čas     | Stříbro | Čas     | Bronze | Čas     |
| Skif W1x                    | Austrálie Kim Crowová | 7:31,34 | Nový Zéland Emma Twiggová | 7:33,57 | Česko Miroslava Knapková | 7:36,88 |
| Dvojskif W2x                | Litva Donata Vištartaitėová Milda Valčiukaitėová | 6:51,82 | Nový Zéland Fiona Bourke Zoe Stevensonová | 6:51,86 | Bělorusko Jekatěrina Karstenová Julija Bičyková | 6:55,90 |
| Párová čtyřka W4x           | Německo Annekatrin Thieleová Carina Bärová Julia Richterová Britta Oppeltová                                                                                        | 6:41,86 | Kanada Emily Cameronová Katharine Goodfellowová Carling Zeemanová Antje von Seydlitz-Kurzbachová                                                                                | 6:45,02 | Polsko Sylwia Lewandowská Joanna Leszczynská Magdalena Fularczyková Natalia Madajová                                                                           | 6:46,27 |
| Dvojka bez kormidelnice W2− | Spojené království Helen Gloverová Polly Swannová | 7:22,82 | Rumunsko Roxana Cogianuová Nicoleta Albuová | 7:25,75 | Nový Zéland Kayla Prattová Rebecca Scownová | 7.27,58 |
| Čtyřka bez kormidelnice W4− | USA Emily Huelskampová Olivia Coffey Tessa Gobbo Felice Muellerová                                                                                                  | 6:43,15 | Kanada Sarah Blacková Christine Roperová Natalie Mastracci Cristy Nurse | 6:47,62 | Austrálie Hannah Vermeerschová Alexandra Haganová Charlotte Sutherland Lucy Stephanová                                                                         | 6:49,26 |
| Osma W8+                    | USA Amanda Polková Kerry Simmonsová Emily Reganová Lauren Schmetterlingová Grace Luczaková Meghan Musnicki Victoria Opitzová Caroline Lindová Katelin Snyderová (k) | 6:02,14 | Rumunsko Cristina Ilieová Ionelia Zaharia Cristina Grigorasová Ioana Craciunová Camelia Lupascuová Andreea Boghianová Roxana Cogianuová Nicoleta Albuová Daniela Drunceaová (k) | 6:07,04 | Kanada Lisa Romanová Jennifer Martinsová Carolyn Ganes Susanne Graingerová Sarah Blacková Christine Roperová Natalie Mastracci Cristy Nurse Kristen Kitová (k) | 6:09,34 |
| Skif lehkých vah LW1x       | Rakousko Michaela Taupeová-Traerová | 7:50,62 | Řecko Aikaterini Nikolaidouová | 7:53,23 | Spojené království Ruth Walczaková | 7:54,12 |
| Dvojskif LV LW2x            | Itálie Laura Milani Elisabetta Sancassani | 7:17,31 | USA Kristin Hedstromová Kathleen Bertko | 7:20,73 | Německo Lena Müllerová Anja Noskeová | 7:22,24 |
| Párová čtyřka LV LW4x       | Nizozemsko Mirte Kraaijkampová Maaike Headová Rianne Sigmondová Marie-Anne Frenkenová                                                                               | 6:49,80 | USA Rachel Stortvedtová Hillary Saegerová Helen Tompkinsová Nancy Milesová | 6:54,22 | Itálie Greta Masserano Enrica Marasca Giulia Pollini Eleonora Trivella                                                                                         | 6:57,06 |

## Česká stopa
Česká republika vyslala do Jižní Koreje šest lodí s posádkou 16 závodníků. Kandidáty na medaile byli především mistr světa z Karapira 2010 a dvojnásobný stříbrný olympijský medailista Ondřej Synek a olympijská vítězka z Londýna 2012 a mistryně světa z Bledu 2011 Miroslava Knapková. Oba se s úlohou favoritů vyrovnali se ctí. Ondřej Synek si dovesloval pro svůj druhý mistrovský titul, Miroslava Knapková skončila třetí. Z dalších lodí potěšila ještě čtyřka bez kormidelníka, která sice ve finále dojela poslední, ale už samotná finálová účast byla úspěchem. Česká republika si tedy odvezla z Čhungdžu jedno zlato a jeden bronz.
| Disciplína                                 | Posádka                                                  | Pořadí           |
| ------------------------------------------ | -------------------------------------------------------- | ---------------- |
| Skif (M1x)                                 | Ondřej Synek                                             | Zlatá medaile    |
| Dvojskif (M2x)                             | Michal Plocek Jan Andrle                                 | 13.              |
| Párová čtyřka (M4x)                        | Petr Buzrla Jakub Houska Petr Ouředníček Martin Basl     | 11.              |
| Čtyřka bez kormidelníka (M4-)              | Matyáš Klang Jakub Podrazil Jan Pilc Milan Doleček ml.   | 6.               |
| Čtyřka bez kormidelníka lehkých vah (LM4-) | Miroslav Vraštil Jiří Kopáč Ondřej Vetešník Jan Vetešník | 11.              |
| Skif (W1x)                                 | Miroslava Knapková                                       | Bronzová medaile |